# Mia Dillon
Mia Dillon (* 9. Juli 1955 in Colorado Springs, Colorado) ist eine US-amerikanische Schauspielerin.

## Leben
Dillon besuchte die Marple-Newtown Senior High School in Pennsylvania. 1978 hatte sie ihr Broadwaydebüt als Mary Tate in Hugh Leonards Da. 1980 war sie für den Drama Desk Award nominiert, im darauf folgenden Jahr wurde sie in der Kategorie Erfolgversprechendste Schauspielerin On-Broadway mit dem Clarence Derwent Award ausgezeichnet. 1982 erhielt sie eine Nominierung als beste Nebendarstellerin bei den Tony Awards.
Neben ihrer Theaterkarriere war Dillon auch in Film- und Fernsehrollen zu sehen. Sie hatte Gastrollen in Serien wie Criminal Intent – Verbrechen im Visier und Law & Order: New York und spielte unter anderem in Geschenkt ist noch zu teuer an der Seite von Tom Hanks, im Historiendrama Gods and Generals sowie im Kriminalfilm
All Beauty Must Die neben Ryan Gosling und Kirsten Dunst.
Dillon ist seit 1999 mit dem Schauspieler Keir Dullea verheiratet.

## Filmografie (Auswahl)
- 1979: Blumen der Nacht (Night Flowers)
- 1986: Geschenkt ist noch zu teuer (The Money Pit)
- 1990: Danielle Steel – Preis des Glücks (Fine Things)
- 1990: Mord mit System (A Shock to the System)
- 2000: Mary und Rhoda (Mary and Rhoda)
- 2003: Gods and Generals
- 2005: Duane Hopwood
- 2009: All Me, All the Time
- 2010: All Beauty Must Die (All Good Things)
- 2013: Isn’t It Delicious
- 2016: Geezer

## Broadway
- 1978–1980: Da
- 1979: Once a Catholic
- 1981–1983: Crimes of the Heart
- 1982–1983: Agnes of God
- 1983: The Corn Is Green
- 1985–1986: Hay Fever
- 1990: The Miser
- 2002–2003: Our Town

## Auszeichnungen
- 1980: Drama-Desk-Award-Nominierung in der Kategorie Beste Nebendarstellerin in einem Schauspiel für Once a Catholic
- 1981: Clarence Derwent Award in der Kategorie Erfolgversprechendste Schauspielerin On-Broadway
- 1982: Tony-Award-Nominierung in der Kategorie Beste Nebendarstellerin für Crimes of the Heart